# ファルマバレープロジェクト
ファルマバレープロジェクトは、2002年度に開始された静岡県の事業で、住民への先端的医療の提供と地域における医療健康産業の活性化を目標としている。プロジェクトの中核組織は、静岡県経済産業部、静岡県立静岡がんセンター及び静岡県の外郭団体である公益財団法人ふじのくに医療城下町推進機構であり、静岡県東部地域の12市町と多くの地域企業が参加している。
2023年度からは、プロジェクトの一環として、新たに「超高齢社会の理想郷」を目指す医療田園都市構想への取り組みが始まっている。

## プロジェクトの始まり
1994年7月、静岡県庁で、静岡県立静岡がんセンター（以下、静岡がんセンター）創設に向けての検討が始まった。その中で、「21世紀に県立健康産業の活性化を目指す医療城下町構想」、という方針が打ち出された。これらの項目は、ファルマバレープロジェクトの骨子となり、その具体化に向けた方針が、1997年の静岡がんセンター基本構想、及び1998年の静岡がんセンター基本計画に記載された。なお、構想の名称については、ファルマ（医薬）を事業の中心とし、富士山周辺の地形からシリコンバレーを意識して「ファルマバレー」と名付けた。
2001年2月、ファルマバレープロジェクトの具体的な構想が「富士山麓先端医療産業集積構想（富士山麓ファルマバレー構想）」として策定され、同時に基本理念としてファルマバレー宣言が制定された。2002年3月には次の5年間の行動指針として第1次戦略計画が策定され、2002年4月に開設された静岡がんセンターには、プロジェクト推進の実行機関としてファルマバレーセンターが設置された。

## 拠点整備
ファルマバレーセンターは、ファルマバレープロジェクトを推進する中核施設として、2003年4月に静岡がんセンターの建屋の一角を使用して開設された。開設時の職員数は6名であった。
その後、2005年には新たに建設された静岡がんセンター研究所内に拠点を移した。
2016年には、旧静岡県立長泉高校の校舎、敷地を改修して、新拠点「静岡県医療健康産業研究開発センター（ファルマバレーセンター）」が整備された。施設内では、テルモ株式会社や東海部品工業株式会社の生産設備や十数社の開発拠点が入居し、技術者たちが医療ものづくりに取り組んでいる。
ファルマバレーセンターは、財団法人しずおか産業創造機構（現：公益財団法人静岡県産業振興財団）の一部門として活動していたが、新たに「ふじのくに医療城下町推進機構」として、2019年度に独立した公益財団法人となった。現在の職員数は34名在籍している（2025年7月）。

## プロジェクトの概要と成果
ファルマバレープロジェクトの戦略の柱は、「ものづくり」、「ひとづくり」、「まちづくり」、「世界展開」とされた。その成果に基づき、住民が先端医療の恩恵を受けることと、産官学、そして金融機関が協力して静岡県東部に医療健康産業のクラスターを構築することが目標とされた。プロジェクトの促進を図る富士山麓産業支援ネットワーク会議への参加自治体は、沼津市、三島市、富士宮市、富士市、御殿場市、裾野市、伊豆市、伊豆の国市、函南町、清水町、長泉町、小山町の12市町である。
|  |
|  |

「ものづくり」の戦略は、トランスレーショナルリサーチ（橋渡し研究）、医療スタッフや患者のニーズに基づく課題解決研究、そして、既に製品化されている医療機器の次世代機開発という企業支援研究を三つの柱として進められ、2024年度までに204件の製品が開発された。静岡がんセンター（病院、研究所）では、職員が積極的にファルマバレープロジェクトに参加し、医療ものづくりのアイデア、製品開発への助言、試作品の評価などに協力した取り組んだ。
ファルマバレーセンターは、医療ものづくりの潜在能力を持つ地域企業数百社に関する600社超の企業情報を掲載する情報冊子「ふじのくにの宝物」を発行するとともに、毎年、「ふじのくに医療・介護福祉機器展」をプラサヴェルデ（静岡県沼津市）で開催し、全国の医療介護福祉関連企業とのマッチングに注力している。個々の企業に対しては、医療機器開発企業出身のコーディネーターが製品開発やISO等の認証取得を支援している。また、県内の大学や工業高等専門学校との連携を深め、さらには首都圏の東京工業大学（現：東京科学大学）、東京農工大学、早稲田大学、慶應義塾大学との包括的事業連携協定を結び、連携強化に努めてきた。
|  |
|  |

創薬探索研究事業については、基礎研究から臨床開発を一貫して行うため、静岡県環境衛生科学研究所に12万個からなる化合物ライブラリーを整備し、静岡県立大学に設置された創薬探索センターや静岡がんセンター研究所を含む全国の研究機関での創薬探索を進め、さらに、静岡県として臨床治験のための「静岡県治験ネットワーク」を構築し、今日に至っている。
「ひとづくり」では、静岡がんセンターが医師、看護師、コメディカルなどの医療専門職育成に努め、さらに、ファルマバレーセンターと沼津工業高等専門学校が協働して「富士山麓医用機器開発エンジニア養成プログラム」を運営し、医療ものづくり技術者の育成に努めてきた。その結果、合わせて1300名の人材が誕生した。
「まちづくり」では、静岡がんセンター、ファルマバレーセンターが立地する静岡県長泉町及び周辺地域が「医療城下町」として発展を遂げた。医療関係のグローバル企業や国内の医療関連企業の集積が進み、長泉町には多くの医療関係者、医療健康産業従事者が居を構え、住民の平均所得は全国市区町村の中で100位以内に位置するようになった。人口は増加し、特殊合計出生率も1.6と高く、静岡県内唯一の“自立持続可能性自治体”として評価されている。交通インフラとしても、JR御殿場線の新駅に長泉なめり駅が新設され、新東名高速道路のインターチェンジが整備された。また、観光関係では、「伊豆かかりつけ湯」の活動が続いている。
「世界展開」のうち、国内については、2019年より、医療健康産業活性化の広域化を目指し、2019年12月に静岡県と山梨県との医療健康産業に関する連携協定が結ばれ、静岡県のファルマバレープロジェクトと山梨県のメディカル・デバイス・コリドー構想との連携強化が図られるとともに、2021年4月からは、「ふじのくに先端医療総合特区」に山梨県を編入した形で総合特区を改組し、共同事業を開始した。国際展開については、当初から、欧米、アジア諸国を中心に、とくに中国、モンゴルなどとの交流が進められている。

## 健康長寿・自立支援プロジェクト
ファルマバレープロジェクトは地域医療健康産業の育成を主要な事業としており、今後もその充実を図っている。その一方で、日本の超高齢社会は急速に進み、2007年生まれの日本人の約半数は107歳を越えて生きるというデータも示されている。
|  |
|  |

2018年度からは、ファルマバレーセンター主導のもと、超高齢社会に備える「健康長寿・自立支援プロジェクト」が開始された。プロジェクトの目標は、平均寿命と健康寿命の間の約10年間を、人手を借りずに自立して生活することを目指し、その1/3は疾病予防や早期発見・早期治療による健康維持、次の1/3は、科学技術を駆使して健康寿命が尽きた人々の自立を支援し、残りの1/3に社会の介護力を集中させるという取り組みである。そのための4つの戦略として、「ゲノム医療に基づく疾病予測・予防」、「老化現象を緩和する補助器具の開発」、「先端医療情報の提供」、「高齢者のための居室整備」を推進しているが、一つの成果として、居室に自立支援機能を持たせた「自立のための3歩の住まい」があり、ファルマバレーセンター内にモデルルームが設置され、全国展開を図っている。
|  |
|  |

## 医療田園都市構想
2023年度からは、ファルマバレープロジェクトの一環として、新たに「超高齢社会の理想郷」を目指す「医療田園都市構想（メディカル ガーデン シティ構想）」への取り組みが始まっている。参加市町は、静岡県東部に位置する12市町であるが、この地域は豊かな自然と温暖な気候と豊富な食材に恵まれ、住民の健康寿命は長く、地域経済や交通網も充実している。現在、12の行動計画に沿った活動を始めており、本構想によって、さらなる暮らしの充実と地域愛着度の向上が図られ、真の理想郷が誕生することが期待されている。
|  |
|  |

## 戦略計画と外部評価
2002年に策定された第1次戦略計画に引き続き、数年間隔で第2次、第3次、第4次戦略計画が策定され、それに沿って事業が展開されている。
ファルマバレープロジェクトは、医療機関を中心とした産業クラスター構築の成功例として政府から評価され、2003年に構造改革特区「ゲノミクス及びプロテオミクスを応用したがん等の診断薬、診断機器の開発」、2013年に地域イノベーション推進地域「富士山麓ファルマバレー戦略推進地域」、2011年に地域活性化総合特区「ふじのくに先端医療総合特区」として指定された。その後、2021年、山梨県内7市町が計画地域に追加され、総合特区は両県にまたがる事業へと発展した。

## 年表
| 年     | 月   | ファルマバレープロジェクト                                                               |
| ------ | ---- | ---------------------------------------------------------------------------------------- |
| 2001年 | 2月  | 富士山麓先端医療産業集積構想（富士山麓ファルマバレー構想）策定（2001～2010年度）         |
| 2002年 | ３月 | ファルマバレープロジェクト第１次戦略計画策定（2002～2006年度）                           |
| 2002年 | ４月 | 静岡がんセンター開設                                                                     |
| 2003年 | ４月 | 静岡県がファルマバレープロジェクト（富士山麓先端健康産業集積プロジェクト）開始           |
| 2003年 | ４月 | ファルマバレーセンター開設                                                               |
| 2004年 | ３月 | 「静岡がん会議」開始                                                                     |
| 2004年 | 4月  | 静岡県立大学大学院薬学研究院 創薬探索センター設置                                        |
| 2004年 | 4月  | 文部科学省の都市エリア産学官連携促進事業（一般型）に採択（2004～2006年度）               |
| 2004年 | 6月  | 東京工業大学、東京農工大学、早稲田大学と包括的事業連携協定を締結                         |
| 2005年 | 7月  | 静岡がんセンター研究所開所                                                               |
| 2005年 | ７月 | かかりつけ湯協議会発足                                                                   |
| 2006年 | 6月  | 経済産業省の広域的新事業支援ネットワーク拠点重点強化事業に採択（2006～2009年度）         |
| 2007年 | ３月 | ファルマバレープロジェクト第２次戦略計画策定（2007～2010年度）                           |
| 2007年 | ３月 | 文部科学省の都市エリア事業（発展型）に採択（2007～2009年度）                             |
| 2009年 | 5月  | 科学技術振興機構の「地域再生人材創出拠点の形成」に採択（2009～2013年度）                 |
| 2010年 | 6月  | 中小企業庁の「川上・川下ネットワーク構築事業」に採択                                     |
| 2010年 | 6月  | 文部科学省「地域イノベーション戦略支援プログラム(グローバル型)」に採択（2010～2012年度） |
| 2010年 | 12月 | 慶應義塾大学と包括的事業連携協定締結                                                     |
| 2011年 | ３月 | ファルマバレープロジェクト第３次戦略計画策定（2011～2020年度）                           |
| 2011年 | 12月 | 内閣府のふじのくに先端医療総合特区を地域活性化総合特区として指定                         |
| 2013年 | 7月  | 文部科学省の「地域イノベーション戦略支援プログラム（国際競争力強化地域）」に採択         |
| 2016年 | 9月  | 静岡県医療健康産業研究開発センター(拠点施設ファルマバレーセンター）開所                  |
| 2017年 | 8月  | （一財）ふじのくに医療城下町推進機構設立                                                 |
| 2018年 | 9月  | エスアールエル・静岡がんセンター共同検査機構株式会社 設立                                |
| 2018年 |      | 健康長寿・自立支援プロジェクトを開始                                                     |
| 2019年 | 4月  | ふじのくに医療城下町推進機構公益法人へ改組                                               |
| 2019年 | 12月 | 山梨県と医療健康産業政策に関する連携協定締結                                             |
| 2021年 | 3月  | 内閣府総合特区計画拡大（山梨県甲府市他６市町を計画区域に追加）                           |
| 2021年 | 3月  | 高齢者の自立を支援する理想の住環境「自立のための・３歩の住まい」のモデルルームを整備設置 |
| 2021年 | 3月  | ファルマバレープロジェクト第４次戦略計画策定（2021～2025年度）                           |
| 2023年 | 2月  | 国交省住まい環境整備モデル事業に「自立のための３歩の住まい」関連事業が採択(5,000千円)    |
| 2023年 | 7月  | 静岡県が医療田園都市構想を策定                                                           |